# 4587 Rees
4587 Rees eller 3239 T-2 är en asteroid i huvudbältet som korsar Mars omloppsbana. Den upptäcktes 30 september 1973 av den nederländsk-amerikanske astronomen Tom Gehrels och det nederländska astronomparet Ingrid van Houten-Groeneveld och Cornelis Johannes van Houten vid Palomarobservatoriet. Den är uppkallad efter den brittiske astrofysikern Martin Rees.